# Центральний банк держав Західної Африки

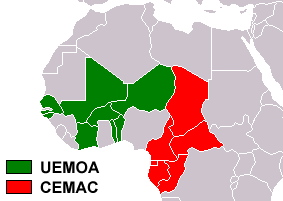
Країни зони Франку КФА
Західноафриканський економічний і валютний союз (Західноафриканський франк КФА)
Центральноафриканська валютно-економічне співтовариство (Центральноафриканський франк КФА)

Центральний банк держав Західної Африки (фр. Banque Centrale des États de l'Afrique de l'Ouest, BCEAO) — центральний банк, що обслуговує вісім держав Західної Африки, які входять до складу Західноафриканського економічного і валютного союзу: Бенін, Буркіна-Фасо, Кот-д'Івуар, Гвінея-Бісау, Малі, Нігер, Сенегал, Того.
Банк засновано 4 квітня 1959 року, розпочав операції 1962 року.

## Функції
Банк виконує такі основні функції:
- здійснює емісію західноафриканських франків, що є у вжитку у всіх країнах-учасницях Союзу;
- реалізує грошово-кредитну політику в Союзі;
- забезпечує стабільність банківської та фінансової систем;
- сприяє розвитку платіжних систем та здійснює нагляд за ними;
- керує офіційними валютними резервами держав-членів Союзу.